# Twenty Statements Test
Der Twenty Statements Test (TST) ist ein Test zur Messung des Selbstkonzepts in der Sozialpsychologie und der interkulturellen Psychologie.

## Zielsetzung und Vorgehensweise
Der TST ist nützlich bei der Erstellung eines wissenschaftlichen Standards bei der Erforschung des Selbstkonzepts in der Sozialpsychologie und interkulturellen Psychologie.
Ziel des 1954 vorgestellten TST ist es, einen standardisierten Weg zu finden, um die eigene Einstellungen einer Person zu standardisieren und zu messen. Der Test hat die Form einer Befragung mit der einzigen Frage „Wer bin ich?“ Der Befragte erhält eine Seite mit 20 nummerierten leeren Zeilen, in denen Antworten möglich sind in der Form „Ich bin...“ Der Test dauert zum Beispiel zwölf Minuten. Es müssen nicht alle Fragen beantwortet werden.
Der Test ist in einer Contentanalyse auszuwerten. Dazu schlug Kuhn vor, die Antworten in die beiden dichotomischen Kategorien consensual (einvernehmlich) und subconsensual (weniger einvernehmlich) einzuteilen. Vom Typ consensual ist eine Antwort, wenn sie sich auf Gruppen oder Klassen bezieht, die allgemein einvernehmlich anerkannt sind. Der Typ subconsensual enthält Antworten, die eine Interpretation des Befragen erfordern, um die Antwort präzisieren bzw. um den Befragten in Relation zu anderen Menschen einordnen zu können. Beispiele für Antworten vom Typ consensual sind etwa: „Ich bin Student“, „ein Mädchen“, „von München“. Beispiele für den Typ subconsensual sind etwa „Ich bin glücklich“, „gelangweilt“, „zu dick“, „eine gute Ehefrau“.
Bei einem ersten Anwendungsfall des TST unter 288 US-Studenten im Jahr 1952 konnte festgestellt werden, dass Befragte, die damit begannen, Fragen in der Kategorie consensual zu beantworten, damit auch konsequent weiter fortfuhren. Wurde z. B. die siebte Frage in der Kategorie consensual beantwortet, war das bei allen vorhergehenden dann stets auch der Fall. Die Variable consensual-non consensual zegte demnach einen kumulierbaren Charakter in der Art, dass es eine reproduzierbare Anzahl von Befragten gibt, die x von 20 Fragen in der Kategorie consensual beantworteten (in den Extremfällen 20 von 20, bzw. 0 von 20). Die Auswertungen zeigten damit nicht nur, wie viele consensual-Antworten jeder Befragte machte, sondern auch welche seiner Antworten in die consensual-Kategorie fiel. Die Komponente consensual des Selbstkonzepts im Sinne von "eher direkt sozial verankert" war damit in dieser Befragung das auffälligste Merkmal des TST.
Folgt man einer späteren Arbeit Kuhns, können die Antworten bei der Auswertung auch in fünf Gruppen kategorisiert werden:
- Soziale Gruppen und Klassifizierungen,
- Ideologische Ansichten,
- Interessen,
- Zielsetzungen,
- Selbsteinschätzungen.

Kuhn analysierte, dass die Antworten in den fünf Gruppen in der Häufigkeit nach Alter, Geschlecht und Beruf der Befragten variiert.
Bei der Befragung von Mitgliedern verschiedener Kulturen mit dem TST zeigen sich im Mittel deutliche Unterschiede zwischen den Kulturen. 1997 wurde mithilfe des TST spontane Selbstbeschreibungen von amerikanischen, eher individualistischen und kenianischen, eher kollektivistischen Personen durchgeführt. Lag der Anteil persönlicher (independenter) Charakteristika bei den Amerikanern bei 48 %, war dieser Prozentsatz bei den Kenianern nur 2 %. Verbundenheit mit anderen Personen (Interdependenz) ist bei letzteren stärker ausgeprägt. So fielen 60 % der Selbstbeschreibungen der Kenianer in von der eigenen Person unabhängige, interdependente Kategorien, bei den Amerikanern nur 7 %.

## Wissenschaftliche Rezension (Auswahl)
Eine neuere Arbeit mit befragten Personen aus späteren Generationen findet keinen Genderunterschied. Die Klassifizierung Kuhns in fünf soziale Gruppen wurde als subjektiv gewertet.
Eine Studie von 1989 verwendete einen modifizierten TST beim Vergleich amerikanischer und japanischer Hochschul- und Collegestudenten. Dabei wurde statt der allgemeinen Frage „Wer bin ich?“ die Frage in spezielle Umgebungen gestellt, etwa: „Wer bin ich zuhause?“, „Wer bin ich unter Freunden?“ oder „Wer bin ich in der Schule?“. Es zeigten sich überraschende Ergebnisse, die vom ursprünglichen TST abweichen: Japaner äußerten sich bei den modifizierten Fragen eher in independenten, Amerikaner eher in interdependenten Kategorien.

## Neuere Literatur und Studien (Auswahl)
- Edwin D. Driver (1969) Self-Conceptions in India and the United States: A Cross-Cultural Validation of the Twenty Statement Test, The Sociological Quarterly, 10:3, 341-354, doi:10.1111/j.1533-8525.1969.tb01297.x
- Linda M. Isbell, Joseph McCabe, Kathleen C. Burns & Elicia C. Lair (2013): Who am I?: The influence of affect on the working self-concept, Cognition & Emotion, doi:10.1080/02699931.2013.765388. (online)
- Lam, M., Chan, G., Marcet, M., Wong, W., Wong, J., & Wong, D. (2014). Spontaneous self-concept among Chinese undergraduates in Hong Kong. Social Behavior and Personality: An international journal, 42, 1353-1364. doi:10.2224/sbp.2014.42.8.1353. Publication date: September 2014
- Ying-yi Hong, Grace Ip, Chi-yue Chiu, Michael W. Morris, Tanya Menon (2001). Cultural Identity and Dynamic Construction of the Self: Collective Duties and Individual Rights in Chinese and American Cultures. Social Cognition: Vol.19, Toward a Paradigm Shift, pp.251-268. doi:10.1521/soco.19.3.251.21473